# B型アルドラーゼ
B型アルドラーゼ（英：Aldolase B、EC 4.1.2.13）は、フルクトース-1,6-ビスリン酸アルドラーゼ（A型アルドラーゼ）のアイソザイムで、フルクトース-1-リン酸をグリセルアルデヒドとジヒドロキシアセトンリン酸(DHAP)に分解する酵素である。

## 病理学
B型アルドラーゼの欠陥により組織にフルクトース-1-リン酸が蓄積し、フルクトキナーゼを抑制する。これは遺伝性果糖不耐症として知られている。